# روجيريو (لاعب كرة قدم مواليد 1990)
روجيريو (بالبرتغالية: José Rogério de Oliveira Melo‏) هو لاعب كرة قدم برازيلي في مركز نصف الجناح، ولد في 24 ديسمبر 1990 في Pesqueira, Pernambuco ‏ في البرازيل. لعب مع النادي الرياضي المركزي وبوتافوغو ريغاتاس ونادي الظفرة ونادي ساو باولو ونادي فيتوريا ونادي ناوتيكو.

## وصلات خارجية
- روجيريو (لاعب كرة قدم مواليد 1990) على موقع قاعدة بيانات كرة القدم.إي يو (الإنجليزية)
- روجيريو (لاعب كرة قدم مواليد 1990) على موقع Soccerway.com (الإنجليزية)